# Rhian Dodds
Rhian Dodds (Irvine, 21 gennaio 1980) è un ex calciatore scozzese, con passaporto canadese, centrocampista dell'Hamilton Croatia.

## Carriera

### Nazionale
Con la Nazionale canadese ha preso parte alla CONCACAF Gold Cup 2005 disputatasi negli Stati Uniti.